# Гран Сабана

Штат Боливар

Гран Сабана[уточнить] (исп. La Gran Sabana) — область, расположенная на юго-востоке штата Боливар в Венесуэле. Район имеет влажный тропический климат со средней температурой 28 °С, но в ночные часы она может опускаться до 13 °C. Наиболее крупным городом в регионе является Санта-Елена-де-Уайрен — столица муниципалитета, расположенная в 5 километрах от венесуэльско-бразильской границы (примерно в 1400 км от Каракаса), где проживает около 29 тыс. жителей.

## История и геология

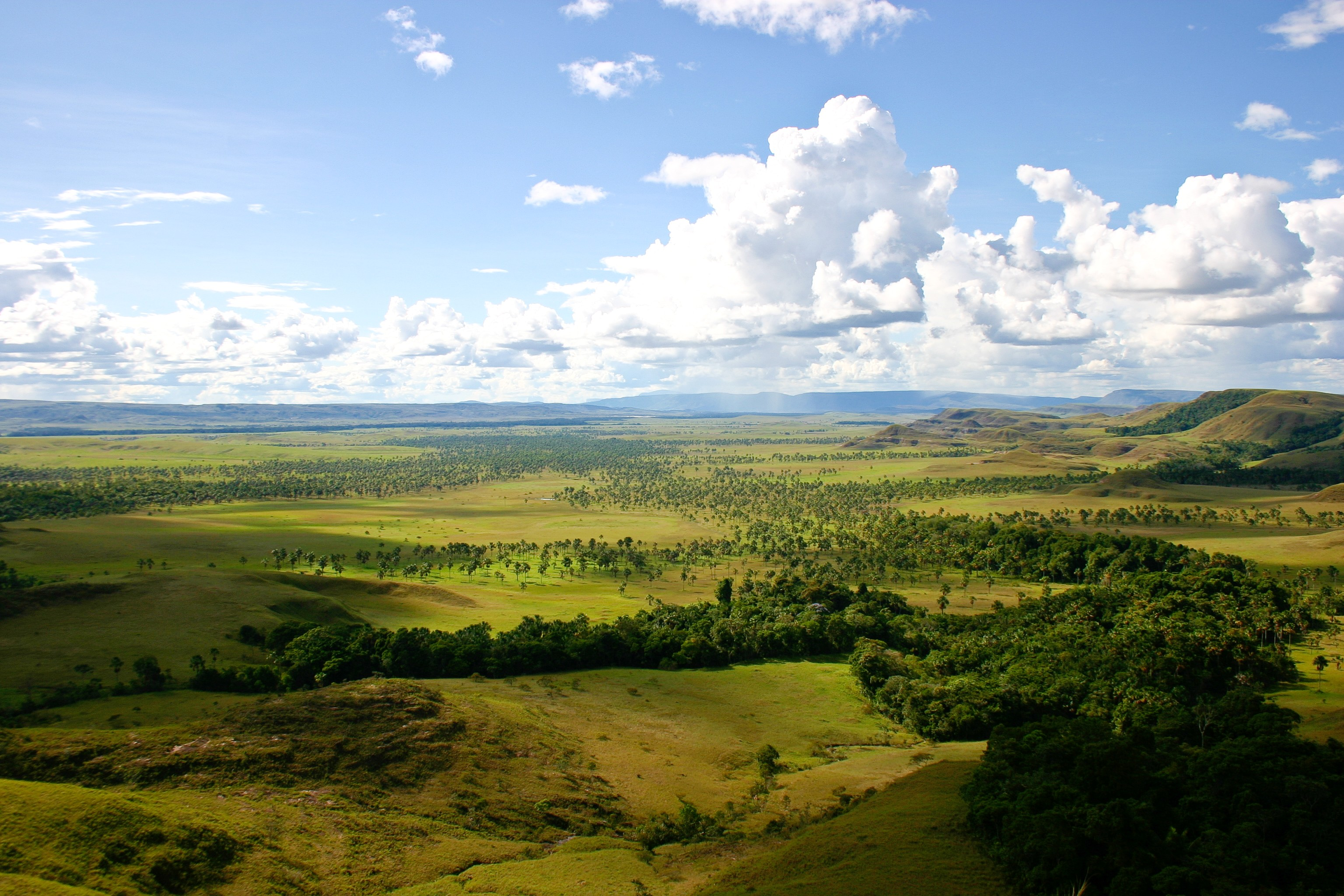
Панорама Гран Сабаны

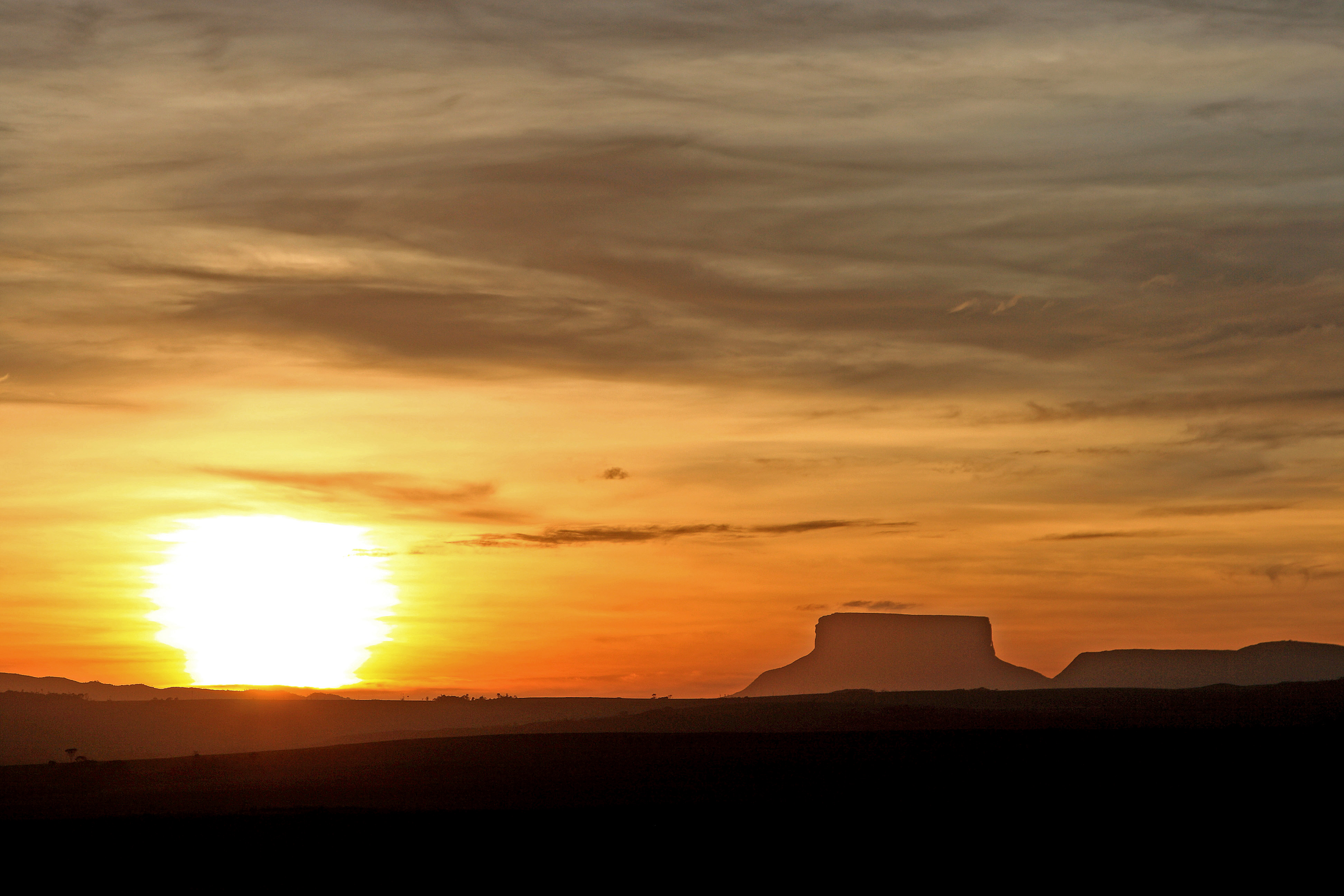
Тепуи в Гран Сабане

Гран Сабана находится на территории Гвианского плоскогорья, одного из старейших геологических образований на планете. Оно складывается из обширных плато древних кристаллических скал, покрытых геологически недавним песчаником и слоем лавы. Возраст нагорья оценивается в 2 миллиарда лет.
Осадочные породы, богатые золотом, алмазами и другими полезными ископаемыми привели к активной их добыче, что в свою очередь вызвало серьёзный ущерб окружающей среде в течение последнего столетия. 
Эрозия осадочных пород привела к образованию огромных гор с вертикальными стенами, которые возвышаются над равниной. Их называют тепуи («дом богов» на языке коренных индейцев пемон). Самый высокий тепуй — гора Рорайма имеет высоту 2810 метров и расположен на стыке Бразилии (штат Рорайма), Венесуэлы (Национальный парк Канайма) и Гайаны (высочайшая точка страны). Самый большой тепуй — Ауянтепуи находится на северо-западе территории, площадь его поверхности составляет около 700 км². С этой горы падает самый высокий водопад в мире — Анхель.
Национальный парк Канайма, который был создан по указу от 12 июня 1962 года, охватывает большую часть Гран Сабаны, но их границы точно не совпадают. В 1975 году Национальный парк Канайма был увеличен с первоначальных 10 000 км² до 30 000 км², что сделало его шестым по величине национальным парком в мире.
На территории Гран Сабаны проживает несколько групп коренного населения, в том числе индейцы пемоны, которые являются наиболее многочисленными.
Главными достопримечательностями в регионе являются Водопад Анхель (самый высокий водопад в мире) и гора Рорайма. Помимо них есть множество других красивых гор и водопадов, что делает Гран Сабану популярным местом среди туристов.
Отчёт об экспедиции в этот район вдохновил писателя Артура Конан Дойля на написание романа «Затерянный мир» об открытии плато, населённого доисторическими видами животных и растений.

## Флора и фауна
Как и в низменных районах саванн льяноса, на тепуях имеются дождливый и сухой сезоны. За год выпадает от 2 до 4 тыс. мм осадков. На климат также влияет высота — на самых высоких тепуях температура может опускаться до 0 °C, однако, как правило, средние показания термометра на вершинах составляют от 8 до 20 °C, в зависимости от высоты. Почвы преимущественно олиготрофные (с низким содержанием питательных веществ).
Плато гор полностью изолировано от леса у подножья, что делает их «экологическими островами», на которых сохранились эндемичные виды растительного и животного мира, тысячелетиями развивавшиеся в изоляции. На лесистых высоких плато произрастает широкое разнообразие представителей семейств орхидных и бромелиевых. Распространены также хищные растения.

## Туризм
Добраться до Гран Сабаны можно на машине или самолете. Для того, чтобы увидеть больше достопримечательностей, необходимо передвигаться на полноприводной машине. До деревни Кавак, где находится одноименное ущелье можно добраться только на самолете. Во время сезона засухи (с декабря по март) в водопадах сравнительно мало воды и значительно меньше туристов.
Наиболее известные достопримечательности:
- Водопад Анхель
- Гора Рорайма
- Водопад Aponwao (Chinak-meru)
- Водопад Kamá (Kamá Meru)
- Водопад Kamá (Kamá Mesalto)
- Водопад Kawi (Kawí merú)
- Водопад Cuquenán
- Водопад Karuay

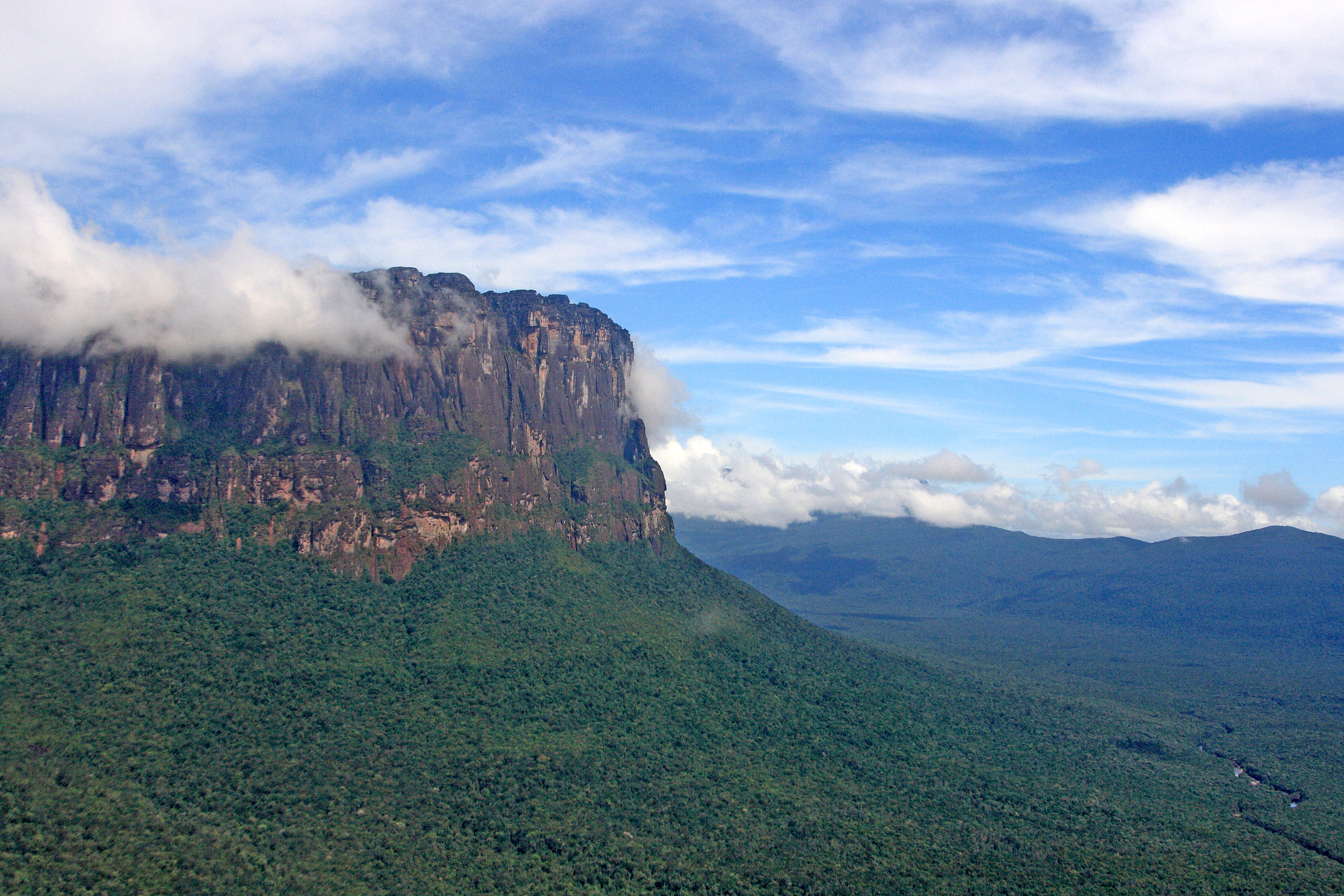
Ауянтепуи
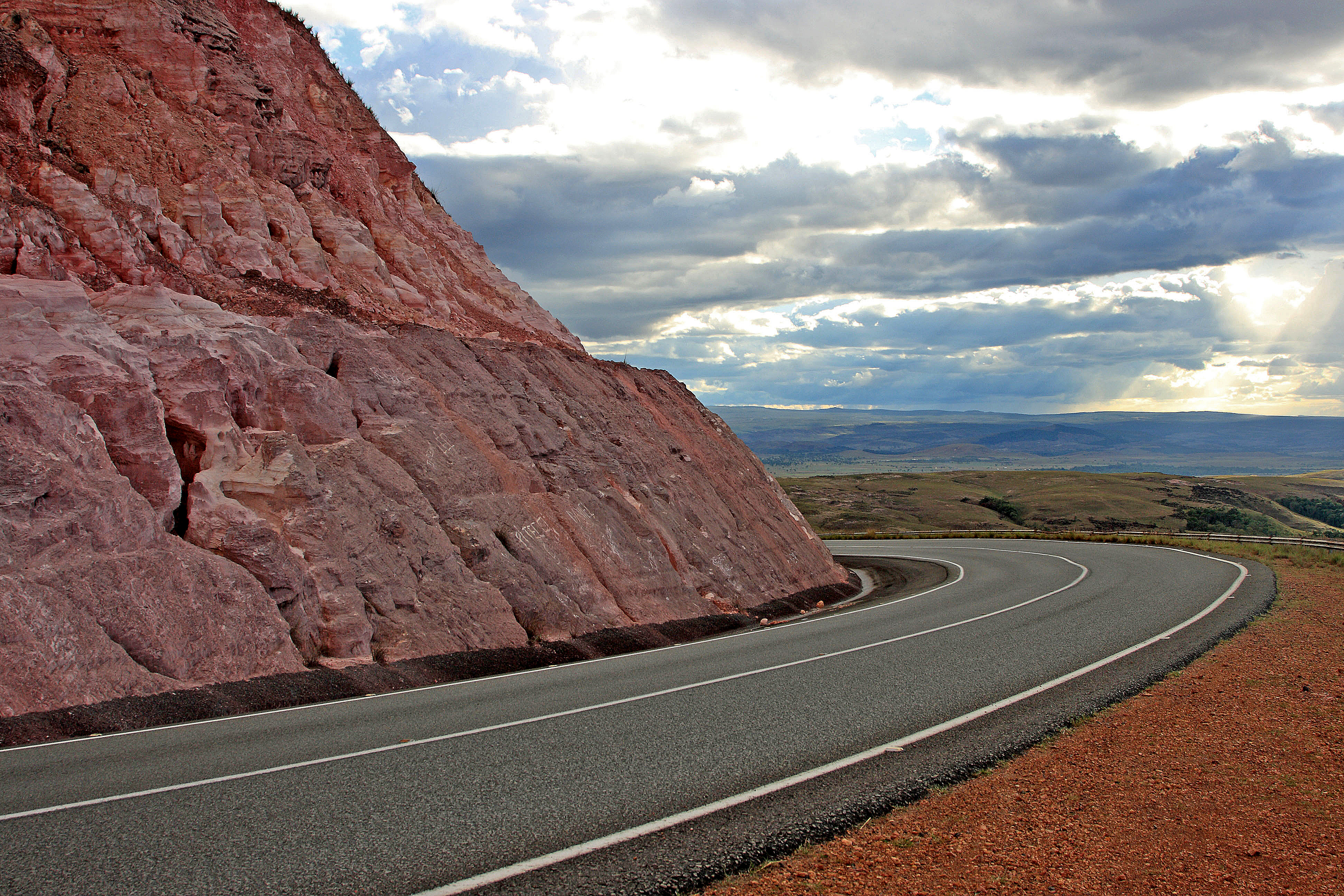
Дорога Гран Саваны
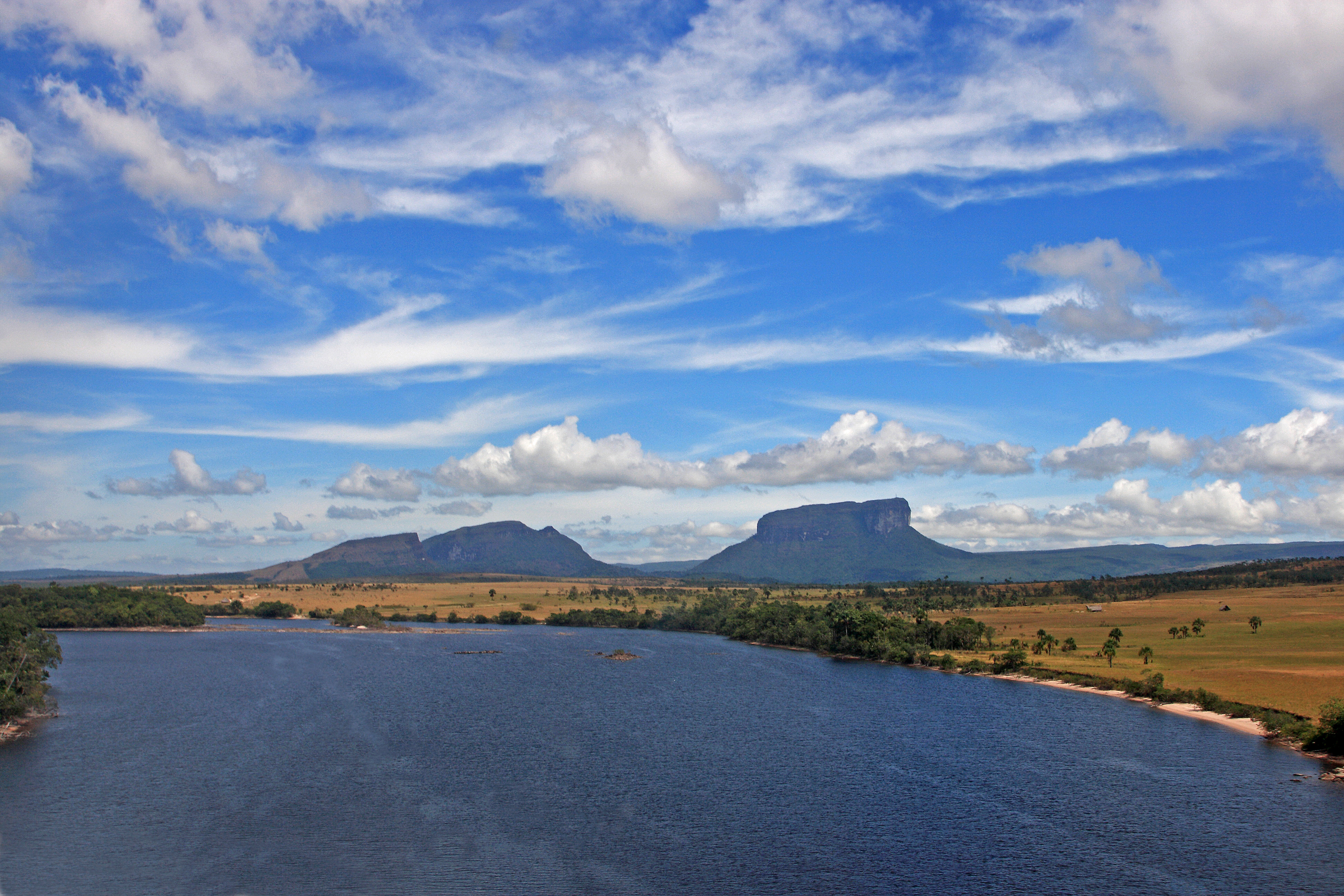
Тепуи в Национальном парке Канайма
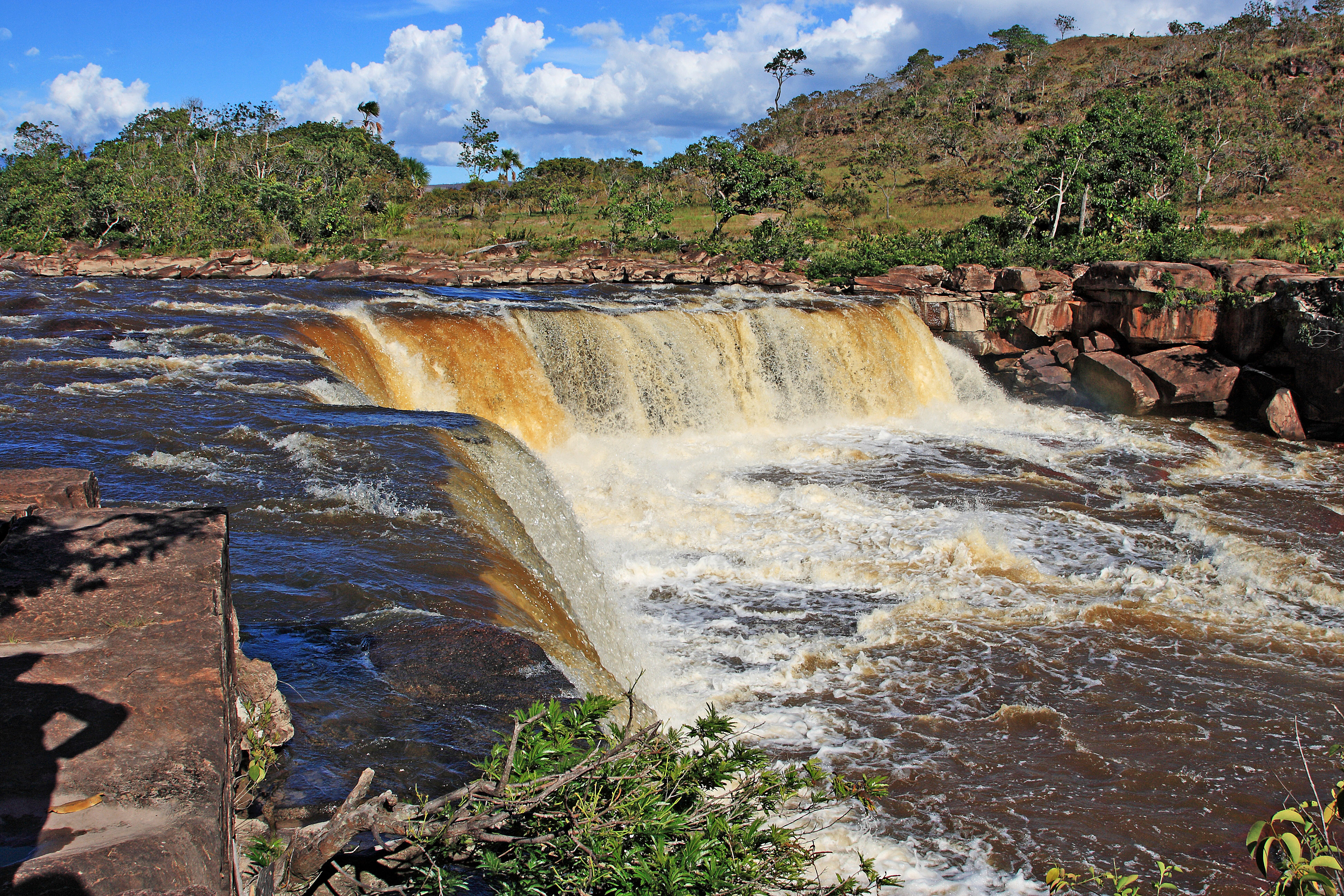
Водопад в Гран Саване